# Ромодановский, Василий Григорьевич Большой
Князь Василий Григорьевич Ромодановский по прозванию Большой — русский военный и государственный деятель, рында, стольник, голова воевода и боярин во времена правления Михаила Фёдоровича и Алексея Михайловича.
Из княжеского рода Ромодановские. Был вторым сыном князя Григория Петровича Ромодановского, братом князей Андрея (ум. 1609), Ивана Большого Молчанки, Петра, Василия Меньшого, Фёдора и Григория Григорьевичей Ромодановских. Прозвище «Большого» получил в отличие от 5-го сына князя Григория Петровича — боярина князя Василия Меньшого Григорьевича Ромодановского.

## Биография

### Служба Михаилу Фёдоровичу
В 1613 году князь Василий Большой Григорьевич с дворянином Ларионом Суминым был направлен в Псков на межевание Русско-литовской границы. В сентябре том же года при приёме царём Михаилом персидского (кизильбашского) посла Амир Албека, произошёл местнический спор, когда в рынды были назначены в следующем порядке: 1 и 2 — князья В.С. и Ф.С. Куракины, а 3 и 4 — князь А.Ф. Литвинов-Масальский и И.И. Чепчюгов. Двое последних осмелились, несмотря на то, что речь шла о несравнимых с ними по родовитости князей Куракиных, отказаться. Князь Мосальский "схоронился", а Чепчюгов сказался больным. Государь "ожидал их многое время", Масальского не нашли, а Чепчюгова освидетельствовали и признали здоровым. На место Масальского был назначен третьим рындой В.Г. Ромодановский Большой. Тогда Чепчюгов стал местничать и с князем Ромодановским. За последнего вступился Д.М. Пожарский, как его знатный однородец: он отметил, что незнатные Чепчюговы "вынесены" были наверх по "свойству" с Щелкаловыми.
16 (26) марта 1616 года вышел указ о назначении воевод от набегов крымских и ногайских татар. Князь Василий Григорьевич был назначен первым воеводой в Ельце, заменив там стольника Ивана Салтыкова, и приказано «по вестям» быть на сходе с первым воеводою большого полка — со стольником князем Фёдором Куракиным, стоявшим в Туле.
В 1616 году литовцы подошли к Болхову, где произошло сражение в котором погиб второй Болховской воевода Михаил Дмитриев. Для отражения наступления были назначены полковые воеводы для «Северного похода». Князь Василий Ромодановский был оставлен воеводой в Ельце, откуда велено ему «быть на сходе» с первым воеводой князем Иваном Хованским. В Ельце Ромодановский был до апреля 1617 года, когда были назначены воеводы в Украинский и Рязанский разряды от набегов крымских и ногайских татар. Князь Василий Григорьевич был «сходным воеводою» к тому же князю Ивану Хованскому, первому воеводе в Туле, который при «Северском походе» был первым воеводой в Болхове.
4 (14) января 1618 года князь Ромодановский был на приёме персидских послов и после «ответа у бояр» персидского посла «ездил со столом к послу от Государя». 12 (22) марта 1619 года при назначении полковых воевод в Украинский разряд от набегов крымских и ногайских татар, князь Ромодановский был назначен первым воеводой «прибыльного» полка, стоявшего в Мценске, заменив там стольника Василия Третьякова.
13 (23) апреля 1620 года при назначении полковых воевод в Украинский разряд, князь Ромодановский был назначен первым воеводой передового полка в Дедилове. Это назначение вызвало местническое дело со стороны третьего воеводы сторожевого полка — князя Дмитрия Петровича Пожарского. В 1613 году князь Д.М. Пожарский заступился за честь князя Ромодановского, как представителя родственной фамилии; в местническом же деле 1620 года столкнулись интересы представителей двух линий одного и того же рода. В челобитной по этому местническому делу князь Ромодановский, заявлял, что он не может отрицать старшинство князей Пожарских, но следует учитывать не только генеалогию, но и выслугу: «считаемся мы и бьем челом Государю по государевым разрядом, а не по лествице; а лествицу-де и родство мы знаем во всех Ромодановских промеж себя, а не Пожарских, а Пожарские и с меньшими товарищами нашими бывали». Государь не стал принимать решения по этому делу, а велел «по прежнему государскому моженью» объявить, что передовому полку и сторожевому «быть без мест». Другое местническое дело, поднятое на него вследствие того же назначения — от воеводы передового полка Рязанского разряда князя Юрия Шаховского Косого, кончилось тем, что князь Юрий отсидел в тюрьме два дня, а по выходе был выдан головою князю Ромодановскому. В 1620 году оклад князя Ромодановского составлял 80 рублей и 800 четей земли.
15 (25) декабря 1620 года после приёма английского посла Ромодановский «ездил со столом» к послу от патриарха. 12 (22) сентября 1621 года, 14 (24) февраля, 1 (11) августа и 8 (18) сентября 1622 года был назначен «смотреть кривой стол» во время Государева стола. В 1623 году князь Ромодановский назначен первым городовым воеводой в Путивль. В 1627-1640 годах в Боярской книге показан стольником. В 1625—1628 году воевода — в Торопец, вместо князя Б. А. Хилкова, и оставался там, вероятно, до 1628 года, так как уже в мае был в Москве, где 28 мая (7 июня), во время «похода на богомолье» государя Михаила Фёдоровича в Троице-Сергиеву лавру, «дневал и ночевал на государевом дворе» с боярином Фёдором Шереметевым, причём в списке ночевавших стольников поставлен на первом месте.
22 декабря 1630 (1 января 1631) года был назначен воеводой в Брянск. 30 ноября (10 декабря) 1631 года от него, как 1-го воеводы Брянского, и от 2-го воеводы Никиты Оладьина было прислано известие, что 2-й воевода ходил из Брянска на Почеп, который был взят и там оставлен осадный голова; такое же донесение было прислано и о взятии города Трубчевска.
В феврале 1633 года к нему от Государя было прислано жалование и он пожалован за службы золотым.
В 1634 году князь Василий Григорьевич принимал участие в приёме государем Алея-Аги, посла турецкого султана Мурада IV. В августе 1634 года, после заключения мира с Польшей, Государь назначил «первым судей для межеванья» русско-польских границ «по договору послов». Князь Василий Ромодановский со вторым судьёю, дворянином Ларионом Суминым и дьяком Дмитрием Прокофьевым был назначен в Великие Луки. 18 августа (28 августа) были отправлены «межевые судьи» во Псков и Великие Луки. Производя межевание границ от Псковской области до Великих Лук, князь Ромодановский, сносясь с Москвой, в бумагах оскорблял имя князя Алексея Львова, делая это вопреки наказу, который повелевал писать: «по договору послов, боярина и наместника Псковского Фёдора Ивановича Шереметева и боярина и наместника Суздальского князя Алексея Михайловича Львова», а не: «боярин и наместник Псковской Фёдор Иванович Шереметев с товарищи». В этом было усмотрено унижение боярина князя Львова, и князь Ромодановский был посажен в тюрьму. В этом же году упомянут воеводой в Рыльске и вновь вёл местническое дело с Л.Г. Суминым-Курдюковым, который в запальчивости бросил князя Василию Григорьевичу Большому, что-де его родственник князь Д.М. Пожарский в 1613 году "подкупался" на Московское царство, истратив фантастическую сумму в 20 тысяч рублей, чтобы "воцариться". Не осознав в начале нависшей опасности для такого политического обвинения, повлёкшего за собой разбирательства на самом высоком уровне (Д.М. Пожарский был ещё жив), Л.Г. Сумин при расследовании испугался и стал отрицать данный факт.
В 1635 году во время встречи послов Польского короля Владислава IV Александра Песочинского и Льва Сапеги, приехавших для «подкрепления вечного докончания» (ратификации), в котором приняли участие стольники и прочие чины Московские, князь Василий Большой Григорьевич был головою у 12 стольников. Когда 12 марта (22 марта) послы после приёма были приглашены к столу, данному в честь их, князь Ромодановский был в числе стольников, которые «перд Государя пить носили». В 1636-1637 годах упомянут воеводой в Терках.
10 (20) марта 1637 года при назначении полковых воевод в Украинский и Рязанский разряды от набегов крымских и ногайских татар, князь Ромодановский был назначен воеводой большого полка Рязанского разряда, в Дедилове и по вестям ему было велено быть на сходе с воеводой большого полка Украинского разряда, со стольником князем Иваном Фёдоровичем Хованским, стоявшим в Туле. 1 (11) мая 1639 года при назначении бояр и воевод на украине не «по полкам», а «по местам» от набегов крымских и татарских татар, стольник князь Ромодановский был назначен 1-м воеводой в Веневе, а в 1640—1641 году — 1-м воеводой в Вязьме, где он был, вероятно, до 1643 года.
28 января (7 февраля) 1644 года во время приёма датского королевича Вальдемара с послами, князь Василий Ромодановский был назначен 1-м из двух стольников кривого государева стола. Ромодановский был в числе стольников, несших тело Царевича Ивана Михайловича, скончавшегося 9 (19) января 1639 года, и тело Царевича Василия Михайловича, скончавшегося 25 марта (4 марта) 1639 года, а также несколько раз среди стольников и других чинов Московских назначаем был «дневать и ночевать у гроба Царевичей».

#### Служба Алексею Михайловичу
В январе 1655 года был наказан князь Василий Григорьевич Большой, за то. что он написал в ссылочной грамоте имена не всех послов, а только главного "с товарищи". В 1668 году в Боярской книге показан бояриным.
Женат на № Прасковье Архиповне.

## Критика
П.В. Долгоруков в "Российской родословной книге" и П.Н. Петров в "Истории родов русского дворянства" показывают у князя Василия Григорьевича Большого четыре сына: Дмитрий, Никита, Юрий и Степан Васильевичи, что вероятно не правильно. В поколенной росписи поданной в 1682 году в Палату родословных дел, у А.А. Половцева в "Русском биографическом словаре" и родословной книге М.Г. Спиридова он показан — бездетным.